# ترویلی
ترویلی (به فرانسوی: Trévilly) یک کمون در فرانسه است که در Canton of Guillon واقع شده‌است.

## خصوصیات
ترویلی ۶٫۸۶ کیلومترمربع مساحت و ۵۸ نفر جمعیت دارد.